# لاكونا كويل
لاكونا كويل (بالإنجليزية: Lacuna Coil)‏ فرقة روك وميتال من ميلانو، إيطاليا. تأسست عام 1994, نمط الموسيقى مزيج من الميتال الجوثيك وهارد الروك, ألبومهم Karmacode وصل للمرتبة 26 عام 2006 في قائمة البيلبورد, أما اخر اصداراتهم Shallow Life فوصل للمرتبة الـ18 في القائمة عام 2009.

## أعضاء الفرقة
- كريستينا سكابيا - Cristina Scabbia - صوت
- اندريا فيرو - Andrea Ferro - صوت
- كريستيانو ميغيلوري - Cristiano "Pizza" Migliore - غيتار
- ماركو بياتزي - Marco "Maus" Biazzi - غيتار
- ماركو كوتي زيلاتي - Marco Coti Zelati - باس وبيانو (مفاتيح)
- كريستيانو موتزاتي - Cristiano "Criz" Mozzati - طبول وإيقاع

## ألبومات الفرقة
- In a Reverie - 1999
- Unleashed Memories - 2001
- Comalies - 2002
- Karmacode - 2006
- Shallow Life - 2009
- 2012 - Dark Adrenaline
- 2014 - Broken Crown Halo
- 2016 - Dellirium
- 2019 - Black Anima
- 2025 - Sleepless Empire

## وصلات خارجية
- لاكونا كويل على موقع IMDb (الإنجليزية)
- لاكونا كويل على موقع ميوزك برينز (الإنجليزية)
- لاكونا كويل على موقع أول ميوزيك (الإنجليزية)
- لاكونا كويل على موقع ديسكوغز (الإنجليزية)

- الموقع الرسمي